# アダマ・ディオマンデ
ヴァレンティン・アダマ・ディオマンデ（Valentin Adama Diomandé 、1990年2月14日 - ）は、ノルウェー・オスロ出身のプロサッカー選手。ポジションは、フォワード。

## クラブ経歴
2015年3月26日、スターベクIFと2年半契約を結んだ。
2015年9月1日、フットボールリーグ・チャンピオンシップのハル・シティAFCに170万ポンドで移籍。負傷のため出遅れたが、12月12日のボルトン・ワンダラーズFC戦で移籍後初出場。2016年8月13日のレスター・シティFC戦でプレミアリーグデビュー。同試合で衝撃的なオーバーヘッドシュートを決め2-1の勝利に貢献した。
2018年5月1日、ロサンゼルスFCに移籍。
2021年4月2日、石家荘永昌足球倶楽部に移籍。
2021年8月8日、アル・スィーリーヤSCに移籍。

## 代表歴
2015年6月12日開催のUEFA EURO 2016予選・アゼルバイジャン戦でノルウェー代表デビュー。
| No | 開催日         | 会場   | 対戦国     | スコア | 結果 | 試合概要                    |
| -- | -------------- | ------ | ---------- | ------ | ---- | --------------------------- |
| 1. | 2016年10月11日 | オスロ | サンマリノ | 2–1    | 4–1  | 2018 FIFAワールドカップ予選 |

## タイトル

### クラブ
ストレームスゴトセト
- エリテセリエン: 2013